# ذباب الروث
ذباب الروث (الاسم العلمي: Scathophagidae) هي فصيلة من الحشرات تتبع رتبة الذوات الجناحين من طائفة الحشرات.

## أسر
- ذباباوات الروث

## أجناس
- ذبابة الروث